# Mussaenda bammleri
Mussaenda bammleri är en måreväxtart som beskrevs av Theodoric Valeton. Mussaenda bammleri ingår i släktet Mussaenda och familjen måreväxter. Inga underarter finns listade i Catalogue of Life.